# السنارية
قرية السنارية هي إحدى القرى التابعة لمركز بني مزار بمحافظة المنيا في جمهورية مصر العربية. حسب إحصاءات سنة 2006، بلغ إجمالي السكان في السنارية 4205 نسمة، منهم 2127 رجلا و2078 امرأة.